# 飛驒民俗村

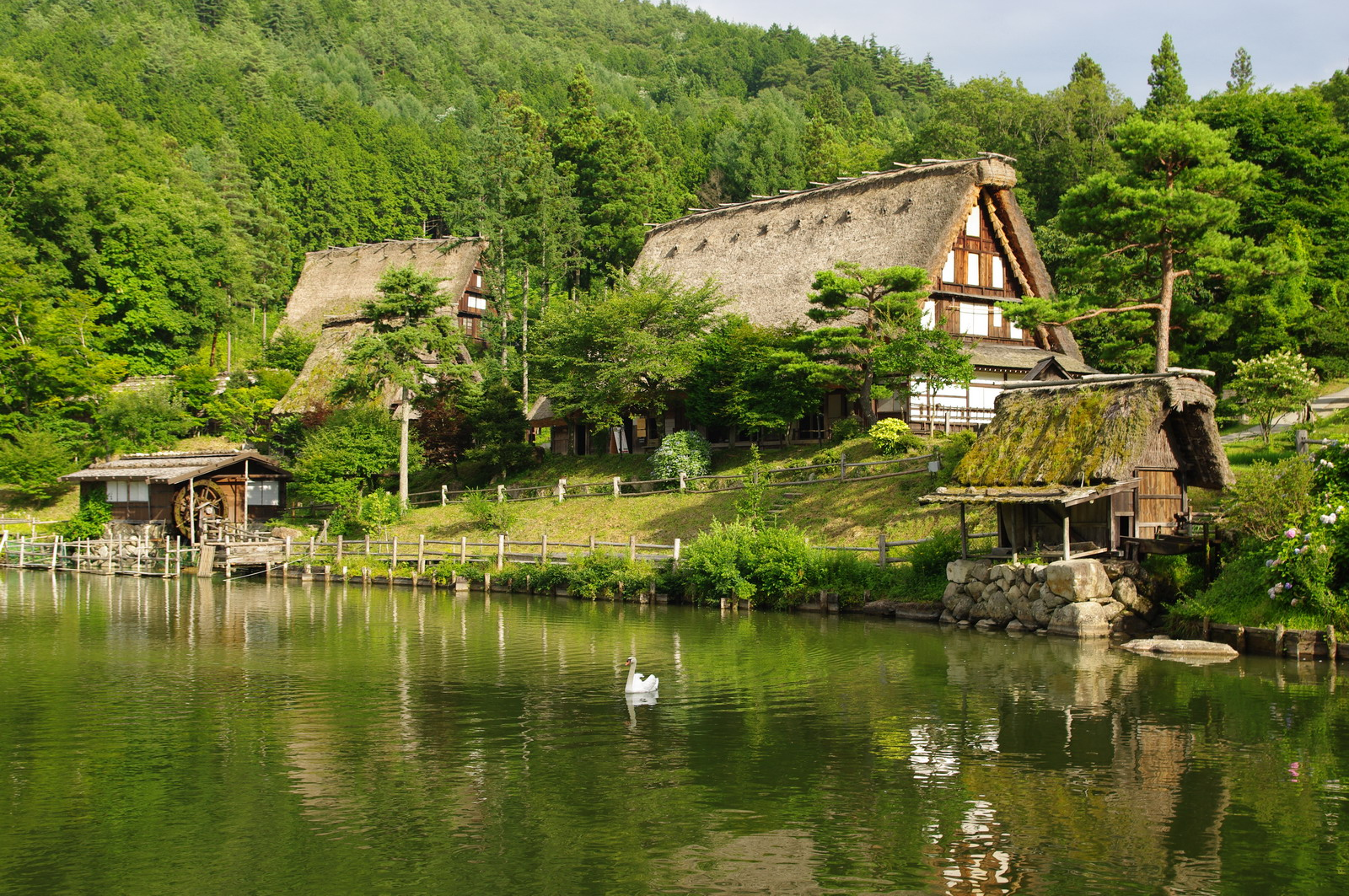
飛驒民俗村

飛驒民俗村（日语：ひだみんぞくむら）是位於日本岐阜縣高山市的一座博物館（野外博物館）。保存展示飛驒的傳統產業，以及合掌造等飛驒地方的傳統民居。1950年代之後飛驒地區由於修建水庫而導致一直民居搬遷至外地，當地部分人士希望能將這些建築保存在本地，因此開設了民俗村。

## 外部連結
- 公式ホームページ

36°7′57.16″N 137°14′6.29″E / 36.1325444°N 137.2350806°E